# Manfred Doehn
Manfred Doehn (* 28. September 1938 in Carolath, Niederlausitz; † 5. Januar 2013 in Köln) war ein deutscher Anaesthesiologe.

## Leben
Doehn legte sein Abitur 1958 an der Stormarnschule in Ahrensburg ab und studierte an der Universität zu Köln Medizin. Er wurde 1958 im väterlichen Corps Borussia Breslau zu Köln und Aachen aktiv. 1959 war er Consenior, Heinrich Bonnenberg Senior. Nach dem Staatsexamen arbeitete Doehn ab 1964 im Universitätsklinikum Hamburg-Eppendorf. Dort ging er 1968 zu Karl Horatz. 1970 wurde er zum Dr. med. promoviert. Als Oberarzt und Vertreter des Klinikdirektors (1974) widmete er sich der Intensivmedizin. Seit 1983 Professor, wurde er 1984 Chefarzt im Krankenhaus Köln-Merheim. 2004 trat er in den Ruhestand. Als Paukarzt in Köln und Aachen referierte er im März 2007 auf dem 1. Paukärztekongress beim Corps Palatia-Guestphalia.